# Marc Delire
Marc Delire, né le 8 juin 1964 à Namur, est un journaliste et commentateur sportif belge. Il a d'abord travaillé pour la RTBF de 1990 à 2005 avant de rejoindre Proximus TV et de collaborer également avec AB3 et Club RTL. Il a commenté ou couvert plusieurs Coupes du monde de football et Championnats d'Europe de football. Il commente les matches de la Ligue des champions, de la Ligue Europa et du Championnat de Belgique de football. Il est le fils de Michel Delire, ancien joueur de football international belge.

## Biographie

### Études et débuts à la RTBF
Fils de Michel Delire, ancien joueur de football international belge, Marc Delire naît en 1964 à Namur. Il entame des études de droit à l'université de Namur avant de les poursuivre à l'université catholique de Louvain. Après plusieurs échecs, il décide d'arrêter ses études et de partir en Afrique. Il revient ensuite à Louvain-la-Neuve et entame une licence en journalisme. Lors de celle-ci, il enchaîne différents stages sur Canal C et sur la RTBF en 1988 à l'occasion des Jeux olympiques d'été à Séoul. Il est ensuite engagé au service des sports de la RTBF en 1990,,
Il couvre ou commente alors plusieurs Coupes du monde (1994, 1998) et Championnats d'Europe de football (Euro 2000, Euro 2004) mais également d'autres compétitions sportives comme les Jeux olympiques d'été de 1996 à Atlanta. Parallèlement, il présente diverses émissions sportives comme l'émission hebdomadaire Match 1, consacrée aux résumés des matches du Championnat de Belgique de football ou encore Saké Soirée en 2002. Cette dernière résumait quotidiennement les matches de la Coupe du monde de football de 2002, compétition pour laquelle Marc Delire reste en Belgique et ne commente alors pas les matches,,,,,,.

### Départ de la RTBF, débuts sur Belgacom TV et collaboration avec la RTBF
À la suite de la perte des droits de retransmission des matches des Diables Rouges, la RTBF ne dispose plus de matches d'envergure à diffuser sur son antenne. Ce manque de matches à commenter pousse Marc Delire à quitter la RTBF et à rejoindre Belgacom TV en 2005,,
Par la suite, il revient sur la RTBF comme consultant dans l'émission Studio 1 mais cette collaboration prend fin en juillet 2011 après que Voo a acquis les droits de retransmission du Championnat de Belgique de football aux dépens de sa concurrente Belgacom TV. Afin de pouvoir continuer à diffuser des images des matches de division 1 belge, la RTBF, sur pression de Voo, se sépare de plusieurs de ses consultants dont Marc Delire,,,.

### Commentaires de la Ligue Europa sur AB3 puis Club RTL
À partir de septembre 2011, alors qu'il travaille toujours pour Belgacom TV, il commente les matches de Ligue Europa sur AB3 aux côtés de Benoît Thans. À partir de l'année suivante, les matches de Ligue Europa sont diffusés sur Club RTL et la chaîne fait de nouveau appel à Marc Delire pour assurer les commentaires,,,.

### Émissions de radio
Parallèlement à son travail à la télévision, Marc Delire a également animé des émissions radio.
De 2008 à 2012, alors qu'il a quitté la RTBF depuis 2005, il revient sur VivaCité pour animer avec Régine Dubois Y a pas que le foot, une émission hebdomadaire mêlant musique et football. Il y anime également Complètement foot,,.
Lors de la Coupe du monde de football de 2014, il anime sur Bel RTL 100% Coupe du monde, une émission quotidienne consacrée aux matches de cette dernière.

## Polémiques
Au cours de sa carrière, Marc Delire, se qualifiant lui-même d'« impulsif », a été au centre de plusieurs polémiques, notamment en raison de certains de ses commentaires qui ont été qualifiés de « dérapages » ou jugés « déplacés », voire « racistes », à certaines occasions,,,.

### Giflé par Sérgio Conceição
En juillet 2005, lors de la présentation officielle de l'équipe du Standard de Liège, le journaliste est giflé par Sérgio Conceição, un des joueurs de l'équipe. Le motif évoqué concernait les critiques émises par Marc Delire quant au comportement du joueur envers les arbitres et ses adversaires. À la suite de cet incident, la direction du club a présenté ses excuses au journaliste.

### Relations difficiles avec les supporters du Standard de Liège et du Sporting d'Anderlecht
À plusieurs reprises, à la suite de divers incidents, Marc Delire s'en est pris aux supporters des divers clubs du Championnat belge mais certaines des critiques qu'il a émises envers ceux du Standard de Liège et du Sporting d'Anderlecht ont fait l'objet de polémiques dans les médias ou sur les réseaux sociaux. 

#### Standard de Liège
En 2011, lors de la rencontre entre La Gantoise et le Standard, les supporters de ce dernier sont responsables de débordements. Marc Delire, qui commente le match, les traite alors de « veaux », ce qui lui vaut par la suite des menaces de certains des supporters liégeois. Dans les jours qui suivent, tout en maintenant ses critiques à l'égard de l'attitude des supporters du Standard responsables des débordements, il admet que « le terme veaux était déplacé ». Cela n'apaise néanmoins pas les supporters liégeois dont une partie scande des chants injurieux ou déploient des banderoles insultantes envers le journaliste lors du match suivant du Standard,,.
En 2014, à la suite de nouveaux incidents lors de Standard - Zulte-Waregem, il critique de nouveau l'attitude des supporters liégeois. Il fait de même en 2016, lorsqu'il s'en prend à ceux-ci dans sa chronique hebdomadaire, énonçant qu'il avait eu tort d'employer le terme de « veaux » quelques années auparavant mais précise alors que « le monde animal n'a rien à voir avec des gestes d'une telle lâcheté [...] seule la race humaine est capable de ça »,.

#### Sporting d'Anderlecht
En 2018, Marc Delire critique cette fois-ci le comportement des supporters du Sporting d'Anderlecht, responsables de jets de fumigènes sur le terrain, et les traite de « macaques ». Si dans un premier temps, il refuse de s'excuser, il publie par la suite un communiqué précisant que l'usage de ce terme était « excessif et inapproprié », « prononcé sous le coup de la colère » et qu'il continuera « à défendre de manière indéfectible les vraies valeurs du foot, à savoir le sport et la fête »,,.

### Insinuations de corruption lors d'Olympiakos - Sporting d'Anderlecht
En février 2016, alors qu'il commente le match de Ligue Europa entre l'Olympiakos et le Sporting d'Anderlecht et qu'Arnold Hunter, l'arbitre de la rencontre, est responsable de plusieurs erreurs d'arbitrage, Marc Delire dénonce celles-ci, estimant que l'intégrité de l'arbitre pouvait être remise en doute et évoque également les accusations de corruption dont Evángelos Marinákis, le président de l'Olympiakos, a fait l'objet, allant même jusqu'à ajouter qu'« il y a des enveloppes qui se perdent » et qu'il a « l'impression d'être dans une république bananière ». Après le match, il maintient ses propos.
Par la suite, Laurent Haulotte, alors directeur de la rédaction des sports de RTL, reconnaît que le journaliste a « sans doute été un peu loin » mais précise que commenter un match en direct peut s'avérer difficile et qu'il maintient sa confiance envers Marc Delire.

### Propos polémiques concernant Ishak Belfodil
En septembre 2016, alors qu'il commente le match de Ligue Europa entre le Standard de Liège et le Celta Vigo, il parle du joueur du Standard Ishak Belfodil en ces termes : « Belfodil, pour un Franco-Algérien, il reste relativement calme. Vous voyez ce que je veux dire… ». Ces propos, considérés comme racistes par certains médias belges et même étrangers, ont également fait polémique sur les réseaux sociaux,,. Par la suite, Marc Delire se défend de ces accusations de racisme, expliquant avoir voulu faire référence à Zinédine Zidane et à son explusion lors de la finale de la Coupe du monde de football de 2006, s'insurgeant également contre la « dictature des réseaux sociaux ». Il ajoute qu'il ne présentera pas d'excuses, estimant n'avoir « rien fait de mal ». Peu après, il publie néanmoins un communiqué, précisant que le racisme n'a « pas la moindre place » parmi ses valeurs, qu'il réfute toute intention raciste dans ses propos et regrette que la comparaison qu'il a voulu faire entre l'attitude du joueur du Standard et celle de Zinédine Zidane n'ait pas été comprise. Il conclut en ajoutant qu'il a l'intention d'éviter au maximum les propos sujets à interprétation qui peuvent survenir à la suite de « l'impulsivité des commentaires d'un match »,

## Vie privée
Marc Delire a deux filles, Lou et Charlotte née en 2017, et un fils Victor,.
Il est le parrain du fils de Michel Lecomte.
En 2017, il est victime d'une tentative de carjacking à Ixelles mais parvient à faire fuir son agresseur pourtant armé en l'insultant et en lui hurlant dessus.